# Żabno (gmina)
Żabno est une gmina mixte du powiat de Tarnów, Petite-Pologne, dans le sud de Pologne. Son siège est la ville de Żabno, qui se situe environ 14 km au nord-ouest de Tarnów et 69 km à l'est de la capitale régionale Cracovie.
La gmina couvre une superficie de 104,82 km2 pour une population de 18 846 habitants.

## Géographie
Outre la ville de Żabno, la gmina inclut les villages de Bobrowniki Wielkie, Chorążec, Czyżów, Fiuk, Goruszów, Gorzyce, Ilkowice, Janikowice, Kaluga, Kłyż, Łęg Tarnowski, Nieciecza, Niedomice, Odporyszów, Otfinów, Pasieka Otfinowska, Piaski, Pierszyce, Podlesie Dębowe, Siedliszowice, Sieradza, Wychylówka et Zagrody.
La gmina borde la ville de Tarnów et les gminy de Dąbrowa Tarnowska, Gręboszów, Lisia Góra, Olesno, Radłów, Tarnów, Wierzchosławice et Wietrzychowice.